# Marina Pawlowna Suprun
Marina Pawlowna Suprun (russisch Марина Павловна Супрун; * 17. August 1962 in Moskau) ist eine ehemalige sowjetische Ruderin und zweifache Weltmeisterin im Achter.

## Sportliche Karriere
Marina Suprun war 1979 Dritte im Vierer mit Steuerfrau bei den Junioren-Weltmeisterschaften.
Die 1,82 m große Marina Suprun gehörte sechs Jahre später zum sowjetischen Achter und gewann bei den Weltmeisterschaften 1985 in Hazewinkel und 1986 in Nottingham jeweils die Goldmedaille. Bei den Weltmeisterschaften 1987 in Kopenhagen siegten die Rumäninnen vor den US-Ruderinnen, Suprun gewann mit dem sowjetischen Achter die Bronzemedaille.
Bei den Olympischen Spielen 1988 in Seoul trat Suprun im Vierer mit Steuerfrau an. Reda Ribinskaitė, Olena Teroschyna, Irina Teterina, Marina Suprun und Steuerfrau Waljanzina Chochlawa belegten im Vorlauf den zweiten Platz hinter den Rumäninnen. Mit einem dritten Platz im Hoffnungslauf verpassten sie das A-Finale, mit einem dritten Platz im B-Finale belegten die sowjetischen Ruderinnen den neunten Platz in der Gesamtwertung.
Nach drei Jahren trat Marina Suprun 1991 bei den Weltmeisterschaften in Wien in zwei Bootsklassen an. Im Vierer ohne Steuerfrau belegte sie den neunten Platz, mit dem Achter gewann sie die Silbermedaille. Bei den Olympischen Spielen 1992 in Barcelona trat Suprun mit dem Achter des Vereinten Teams an. Die Crew belegte im Vorlauf den zweiten Platz hinter dem deutschen Achter und qualifizierte sich mit einem vierten Platz im Hoffnungslauf für das Finale. Dort belegten sie den vierten Platz mit fast zwei Sekunden Rückstand auf die Deutschen.
Marina Suprun war früher für Spartak Moskau gestartet. Nach 1993 trat sie für Belarus an. Bei den Weltmeisterschaften 1993 belegte sie den siebten Platz im Vierer ohne Steuerfrau und den fünften Platz mit dem Achter. Bei ihrer letzten Weltmeisterschaftsteilnahme  1994 in Indianapolis erreichte sie zweimal das Finale: Mit dem ungesteuerten Vierer kam sie als Sechste ins Ziel, der Achter belegte wie im Vorjahr den fünften Platz.